# 통과 (천문학)

목성 원반 앞을 이오가 지나가는 모습을 지구에서 바라본 것(모의 실험으로 돌린 것임). 목성 대기 상층부에 이오의 그림자가 드리워진 것이 보이는데, 이는 태양과 지구가 같은 선상에 놓여 있지 않기 때문에 나타나는 현상이다.

통과(通過,transit, astronomical transit)는 천문학 분야에 있어 세 가지 의미를 이야기한다.
1. 특정 위치에 있는 관측자에게 한 천체가 더 멀리 있는 다른 천체의 앞을 지나가는 것처럼 보이는 것.
2. 천체가 자오선을 통과하는 것. 지구가 자전하므로 천체들은 동쪽에서 떠서 서쪽으로 지는 것처럼 보이는데 이들이 천구 위의 자오선과 교차하는 순간을 일컫는다. 예를 들면 태양은 정오에 자오선을 통과한다. 자오선 통과 의미로 쓰인 통과는 예전에는 시간 기록 용도로 중요하게 취급되었다.
3. 한 항성이 망원경의 접안 렌즈 위를 지나가는 현상. 이를 항성 통과라고 부르기도 한다.

이 글에서 다루는 내용은 첫 번째 의미이다.

## 정의
통과라는 단어는 멀리 있는 물체 앞을 그보다 훨씬 작은 어떤 물체가 지나가는 현상을 의미한다. 물체가 매우 가까이 있기 때문에 멀리 있는(실제로는 더 큰) 물체를 완전히 가리는 것을 엄폐라고 한다. 한 물체가 다른 물체의 그림자 속으로 들어가는 것을 식이라고 한다. 이상의 세 가지 현상은 합충 때문에 생기는 것이다.
통과의 대표적 예로 지구에서 볼 때 태양 표면을 다른 천체가 지나가는 것을 들 수 있다. 여기에 해당되는 천체는 오직 내행성만이 가능하며 지구 관찰자에게는 수성과 금성이 통과 현상을 일으키는 천체가 된다.(수성 일면통과와 금성 일면통과를 볼 것) 그러나 화성의 경우 지구는 화성의 입장에서 내행성이 되기 때문에 일면 통과의 대상이 된다. 마찬가지로 목성에서 바라본 내행성은 화성까지도 포함이 된다.
통과는 거대한 행성 앞을 조그만 위성들이 지나가는 상황을 일컫기도 한다. 예를 들면 목성 원반 위를 갈릴레이 위성들(이오, 유로파, 가니메데, 칼리스토)이 지나가는 현상을 들 수 있다.
통과는 세 개의 천체가 같은 시선상에 일렬로 늘어서야 발생한다. 흔치 않게 네 개의 천체가 일렬로 늘어서는 경우도 있다. 가까운 예로 1586년 4월 27일 수성은 금성에서 바라보았을 때 태양 표면을 지나가는 것으로 보였는데, 이와 동시에 토성에서는 금성과 수성이 함께 태양 표면 위를 지나가는 것처럼 보였다.
외계 행성을 찾는데 통과 현상이 응용되기도 한다. 대표적인 것은 HD 209458 주위를 도는 HD 209458b이다.

## 다중 행성 통과 및 엄폐 현상

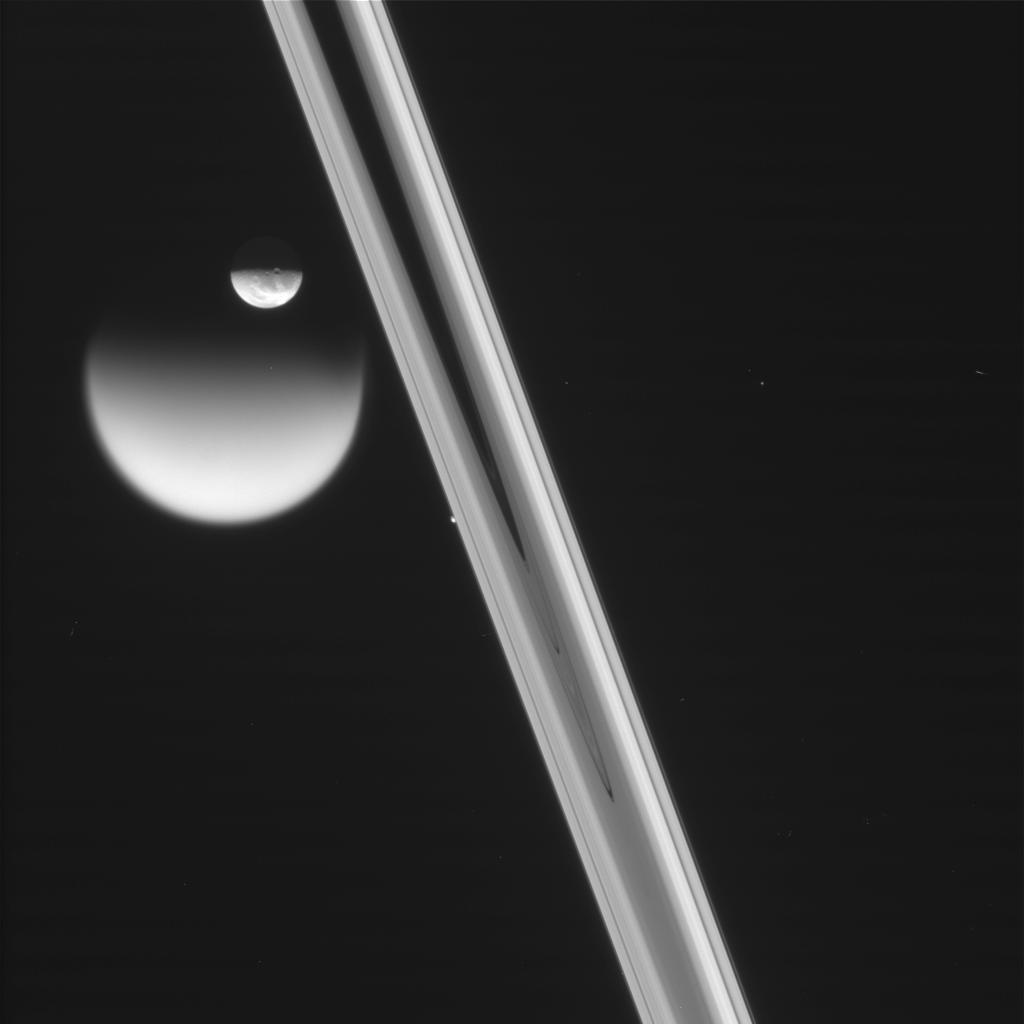
디오네가 타이탄 앞을 지나가는 순간을 카시니 호가 찍은 것. 프로메테우스가 토성의 고리에 가려 있는 모습도 함께 보인다.

매우 희박하기는 하나, 때로 한 행성이 다른 행성을 가리기도 한다. 지구에서 바라보았을 때를 기준으로 이런 현상은 오는 2065년 11월 22일 UTC 기준 12시 43분에 일어나는데, 금성(시지름 10.6초)이 외합 위치 근처에서 훨씬 뒤에 있는 목성 원반(시지름 30.9초) 위를 지나갈 것이다. 그러나 이 현상은 태양 서쪽으로 8도밖에 안 떨어진 곳에서 발생하기 때문에, 관측 장비를 사용하지 않고 맨눈으로 볼 수는 없다. 만약 가까이 있는 천체가 멀리 있는 천체보다 눈에 더 크게 보여서 뒤의 천체를 완전히 덮을 경우, 이는 통과가 아니라 엄폐 현상이 된다. 앞의 사례에서 금성은 목성 원반 위를 지나가기 전에 UTC 11시 24분 목성 위성 가니메데를 가릴 것이다. 지구상에서의 시차로 인해 수 분 정도의 오차는 발생할 수 있다.
서기 1700년에서 2200년 사이 지구에서 18번에 걸쳐 행성들 간의 통과 및 엄폐가 발생했고, 발생할 것이다. 특이한 점은, 1818년부터 2065년 사이에는 긴 공백기가 있다는 것이다.
- 1702년 9월 19일 : 목성이 해왕성을 가렸다.
- 1705년 7월 20일 : 수성이 목성 위를 지나갔다.
- 1708년 10월 4일 : 수성이 목성 위를 지나갔다.
- 1737년 5월 28일 : 금성이 수성을 가렸다.
- 1771년 8월 29일 : 금성이 토성 위를 지나갔다.
- 1793년 7월 21일 : 수성이 천왕성 위를 지나갔다.
- 1808년 12월 9일 : 수성이 토성 위를 지나갔다.
- 1818년 1월 3일 : 금성이 목성 위를 지나갔다.
- 2065년 11월 22일 : 금성이 목성 위를 지나간다.
- 2067년 7월 15일 : 수성이 해왕성을 가린다.
- 2079년 8월 11일 : 수성이 화성을 가린다.
- 2088년 10월 27일 : 수성이 목성 위를 지나간다.
- 2094년 4월 7일 : 수성이 목성 위를 지나간다.
- 2104년 8월 21일 : 금성이 해왕성을 가린다.
- 2123년 9월 14일 : 금성이 목성 위를 지나간다.
- 2126년 7월 29일 : 수성이 화성을 가린다.
- 2133년 12월 3일 : 금성이 수성을 가린다.

1737년 금성의 엄폐 현상은 그리니치 천문대에서 존 베비스가 관측했는데, 이는 행성 엄폐 현상을 상세히 기록한 유일한 사례였다. 1170년 12월 12일 화성이 목성 원반 위로 지나가는 통과 현상이 일어났는데, 이를 캔터베리 수도사 게르베이스가 관측했다. 같은 시각 중국 천문학자들도 이 현상을 기록으로 남겼다.
- 2022년 11월 29일 : 화성에서 볼 때 지구가 수성을 가린다.

## 접촉
통과 현상 과정에는 네 개의 접촉 단계가 존재한다. 이 접촉은 큰 천체의 원반과 작은 천체의 원반이 서로 접하는 네 개의 순간을 지칭하는 말이다. 접촉은 다음 네 단계가 순차적으로 발생한다.
- 1차 접촉 : 작은 천체가 큰 천체의 바깥쪽 원반과 만난다.
- 2차 접촉 : 작은 천체 전체가 큰 천체 원반 내부로 들어오는 순간.
- 3차 접촉 : 작은 천체가 큰 천체의 안쪽 원반과 만난다.
- 4차 접촉 : 작은 천체가 큰 천체로부터 완전히 분리되는 순간.

## 같이 보기
- 식 (천문)
- 엄폐
- 합충
- 화성에서 본 수성 일면통과
- 화성에서 본 지구 일면통과